# Cantón de Rocheservière
El cantón de Rocheservière era una división administrativa francesa, que estaba situada en el departamento de Vandea y la región de Países del Loira.

## Composición
El cantón estaba formado por seis comunas:
- L'Herbergement
- Mormaison
- Rocheservière
- Saint-André-Treize-Voies
- Saint-Philbert-de-Bouaine
- Saint-Sulpice-le-Verdon

## Supresión del cantón de Rocheservière
En aplicación del Decreto nº 2014-169 de 17 de febrero de 2014, el cantón de Rocheservière fue suprimido el 22 de marzo de 2015 y sus 6 comunas pasaron a formar parte del nuevo cantón de Aizenay.